# Paronychia franciscana
Paronychia franciscana là loài thực vật có hoa thuộc họ Cẩm chướng. Loài này được Eastw. mô tả khoa học đầu tiên năm 1901.